# Combined diesel or gas

Schéma de fonctionnement d'une motorisation combined diesel or gas.

Le « Combined diesel or gas » (ou CODOG) est un système de propulsion maritime combinant turbine à gaz et moteur diesel. Il est utilisé pour des navires nécessitant une vitesse maximum très supérieure à leur vitesse de croisière. Il s'applique donc principalement aux navires de guerre tels que les frégates et corvettes modernes.

## Fonctionnement
Chaque arbre d'hélice est relié à un moteur Diesel pour la croisière et à une turbine à gaz pour les hautes vitesses. Les deux moteurs sont reliés à l'arbre au travers d'embrayages, mais un seul moteur peut être connecté en même temps, contrairement au système CODAG (Combined Diesel and Gas).
Par rapport au système CODAG, le CODOG a l'avantage de posséder un système d'engrenages plus simple, mais en contrepartie il doit posséder une turbine plus puissante ou une turbine additionnelle, pour atteindre la même puissance maximale en sortie.

## Utilisation
- MGB 2009, un prototype de Motor Gun Boat de la Royal Navy (1947),
- deux torpilleurs allemands de la classe Vosper : Pfeil et Strahl (1963-1965),
- corvettes garde-côtes américaines de la classe Hamilton (à partir de 1967),
- frégates de la classe Halifax de la marine royale canadienne,
- frégates de la classe Bremen,
- frégates de la classe Brandenburg de la marine allemande,
- frégates de la classe Gregorio del Pilar de la marine philippine,
- frégates de la classe Anzac des Royal Australian Navy et Royal New Zealand Navy,
- frégates de la classe Meko 200
- frégates de la classe Peder Skram (en) de la marine royale danoise,
- corvettes de la classe Pohang de la marine de la République de Corée,
- corvettes de la classe Visby de la marine royale suédoise,
- frégates de la classe Shivalik de la marine indienne,
- frégates de la classe Niterói (en) de la marine brésilienne,
- frégate lance-missiles BNS Bangabandhu de la marine bangladaise,
- frégates de la classe Gepard des marines russe et vietnamienne,
- yacht de luxe 118 WallyPower (en).